# Pilosella macutensis
Pilosella macutensis là một loài thực vật có hoa trong họ Cúc. Loài này được Soják miêu tả khoa học đầu tiên năm 1971.